# Covington (Virgínia)
Covington é uma cidade independente localizada no Estado americano de Virgínia. A sua área é de 14,7 km², sua população é de 6 303 habitantes, e sua densidade populacional é de 429,2 hab/km² (segundo o censo americano de 2000).